# Union des entreprises du logiciel libre et du numérique ouvert
 (septembre 2022).
L'Union des entreprises du logiciel libre et du numérique ouvert (CNLL, Conseil national du logiciel libre) est une association française représentative des entreprises de la filière open source. Il revendique fédérer, notamment via des clusters d'entreprises, près de 300 entreprises spécialisées du logiciel libre ou numérique ouvert.
Elle se positionne comme une structure dédiée à la représentation des entreprises, et se veut donc complémentaire à d'autres associations généralistes ou spécialisées tel que l'April ou l'Adullact.
Le CNLL est co-présidé depuis 2019 par Stéfane Fermigier et Pierre Baudracco.

## Histoire
Pour l'élection présidentielle française de 2012, le CNLL interpelle six candidats sur différents sujets liés à l'économie du logiciel libre, sa place dans la commande publique, ou encore la neutralité du Net. Seuls Nicolas Sarkozy et François Hollande y répondent, ce dernier se distinguant notamment pour une plus large place du logiciel libre dans l'éducation.
Le CNLL est membre du groupement d'intérêt public Acyma depuis 2017.

## Membres
Le CNLL est lancé par dix associations régionales fédérant plusieurs centaines d'entreprises.

## Positions
En 2018, le CNLL signe une tribune visant à alerter des risques d'une réforme européenne sur le droit d'auteur et les droits voisins, considérant que « la plupart des logiciels sont construits en réutilisant des composants préexistants, développés et distribués sur des plates-formes ouvertes de développement collaboratif ».
En 2020, et faisant suite à l'arrêt Schrems II ayant invalidé le Privacy Shield, le CNLL dépose, avec d'autres requérants dont l'association Interhop, une requête devant le Conseil d'État contre l'hébergement des données de santé du Health Data Hub sur les serveurs de Microsoft.